# Кільдюшево (Яльчицький район)
Кільдю́шево (рос. Кильдюшево, чув. Çирĕклĕ Шăхаль) — присілок у складі Яльчицького району Чувашії, Росія. Адміністративний центр Кільдюшевського сільського поселення.
Населення — 383 особи (2010; 507 у 2002).
Національний склад:
- чуваші — 98 %